# Anarchisme au Brésil
L'anarchisme a été un contributeur influent de la politique sociale de la Vieille République du Brésil. À l'époque des migrations massives de travailleurs européens à la fin du XIXe siècle et au début du XXe siècles, les idées anarchistes ont commencé à se répandre, en particulier au sein du mouvement syndical du pays. Parmi les travailleurs immigrés, on compte bon nombre d'italiens, d'espagnols, de portugais et d'allemands qui sont des exilés politiques affiliés aux idées anarchistes ou anarcho-syndicalistes.
Certains ne sont pas proprement des exilés politiques, mais plutôt des entrepreneurs (utopistes) politiques, comme Giovanni Rossi, qui fonda une commune anarchiste en 1889, du nom de la colonie de Cecília, à l'intérieur de l'État du Paraná. L'expérience n'a duré que quelques années. Peuplée de 200 habitants (participants), pour la plupart des immigrés italiens habitués aux grandes villes, ils montrèrent de réelles difficultés dans l'apprentissage de la culture des terres.